# Change of Habit
Change of Habit è un film del 1969 diretto dal regista William A. Graham con protagonista Elvis Presley.
Si tratta del 31º e ultimo film di Presley come attore (i successivi saranno tutti documentari inerenti ai suoi concerti). Dato lo scarso successo che le ultime pellicole di Presley avevano riscontrato presso pubblico e critica, il film non venne distribuito su tutti i mercati ed è a tutt'oggi inedito in Italia.
Fu girato a Los Angeles e negli Universal Studios tra marzo e aprile del 1969. Venne distribuito nei cinema statunitensi il 10 novembre 1969 non riscuotendo eccessivi consensi.

## Trama
Il dottor John Carpenter esercita la professione di medico in un ghetto. Per aiutarlo gli vengono affiancate tre suore in abiti civili direttamente inviate da una missione. Il dottore si innamora di una delle tre non sapendo che in realtà la ragazza è una suora. Dopo aver messo un po' di ordine nel ghetto, le tre sorelle sono richiamate dalla missione e devono farvi ritorno. La suora amata da Carpenter dovrà scegliere tra la vocazione e l'amore.

## Colonna sonora
Le sedute di registrazione per i brani che avrebbero fatto parte della colonna sonora del film, iniziarono al Decca Universal Studio il 5 marzo 1969 e proseguirono per due giorni.
Una canzone proveniente dalle precedenti sessioni all'American Sound Studio, Rubberneckin', venne inserita nel film e pubblicata come b-side del singolo Don't Cry Daddy (RCA 47-9768) in contemporanea con la prima del film. Per la colonna sonora vennero incise altre quattro canzoni, di cui una, Let's Be Friends, alla fine non fu utilizzata per il film. Tre dei quattro brani registrati allo studio Decca (Change of Habit, Let's Be Friends, Have A Happy) furono pubblicati su un album in edizione economica intitolato Let's Be Friends e il restante (Let us pray) su You'll Never Walk Alone del 1971. Rubberneckin' venne inclusa anche sull'LP Almost in Love (1970).

### Tracce
1. Change of Habit (Buddy Kaye e Ben Weisman)
2. Let's Be Friends (Chris Arnold, David Martin, Geoffrey Morrow)
3. Let Us Pray (Buddy Kaye e Ben Weisman)
4. Have A Happy (Buddy Kaye, Dolores Fuller, Ben Weisman)

### Musicisti
- Elvis Presley - voce
- The Blossoms - coro
- B.J. Baker, Sally Stevens, Jackie Ward - coro
- Howard Roberts, Dennis Budimir, Mike Deasy, Robert Bain - chitarra elettrica
- Roger Kellaway - pianoforte
- Joe Mondragon - basso
- Lyle Ritz, Max Bennett - basso
- Carl O'Brian - batteria

I brani vennero pubblicati su CD per la prima volta nel 1995 su Live A Little, Love A Little / The Trouble With Girls / Charro / Change Of Habit (serie Double Feature).
Nel 2015 vennero ripubblicati sul CD Change Of Habit (serie Follow That Dream), assieme ai brani del film Stay Away, Joe; unica bonus tra una breve intervista a Mary Tyler Moore.